# Данилюк, Марк Николаевич
Марк Никола́евич Данилю́к (род. 1937) — советский хозяйственный и государственный деятель, лауреат Государственной премии СССР за выдающиеся достижения в труде.

## Биография
Родился в 1937 году в селе Буша. Член КПСС.
Окончил Орехово-Зуевское ремесленное училище N 33.
В 1954—1962 — монтажник на строительстве города Ангарска, теплоэлектроцентралей в Иркутской области, Коршуновского ГОК.
В 1962—1971 — бригадир по монтажу трубопроводов и поверхностей нагрева котлов в Сибирском Академгородке, на строительстве Криворожской и Тернопольской ГРЭС.
В 1971—1985 — бригадир по монтажу трубопроводов и поверхностей нагрева котлов на строительстве Ленинградской АЭС.
За развитие энергетики, инициативу в развёртывании соцсоревнования между коллективами смежных предприятий и организаций, направленную на сокращение сроков освоения новых мощностей был в составе коллектива удостоен Государственной премии СССР за выдающиеся достижения в труде 1975 года.
В 1985—1991 — бригадир монтажников на строительстве Игналинской АЭС.
В 1991—2010 — бригадир монтажников пятого участка МСУ-90 в Сосновом Бору Ленинградской области.
Живёт в Сосновом Бору.

## Награды
- Орден Ленина (1986)
- Орден Знак Почёта (1981)